# Armadilha hidrodinâmica
Armadilha hidrodinâmica ou trapa hidrodinâmica em geologia do petróleo é um tipo de armadilha geológica (de onde o termo no ramo trapa, do inglês),  que ocorre como parte de outros tipos de armadilhas. Apresentam as acumulações de óleo e gás sem qualquer selo aparente. Neste caso o movimento hidrodinâmico de água, seu fluxo, causado por diferenças na pressão de um aquífero, detém o movimento ascendente dos fluidos, criando uma inclinação do contato entre hidrocarbonetos e água, que passa a ser o mecanismo de bloqueio da migração ascendente dos hidrocarbonetos, conduzindo à formação de um reservatório de petróleo.
Trapas hidrodinâmicas são um tipo menos comum de trapa.
O levantamento de dados de pressão do fluido de formação são necessárias para o mapeamento de potenciais armadilhas hidrodinâmicas. A combinação de pressões de fluido de formação com outros dados, tais como a densidade e elevação submarina, produzem mapas que ajudam a áreas de contorno onde gradientes hidrodinâmicos podem ter criado, destruído ou modificado armadilhas.